# Antoine Martiak
Antoine Martiak (né le 28 janvier 1983 à La Fère) est un athlète français, spécialiste des courses de demi-fond.

## Biographie
Il est sacré champion de France en salle du 800 mètres en 2006 à Aubière.
Sixième des championnats d'Europe en salle 2005, il participe aux championnats du monde en salle 2006, à Moscou, mais il ne franchit pas le cap des séries.